# Tuonela

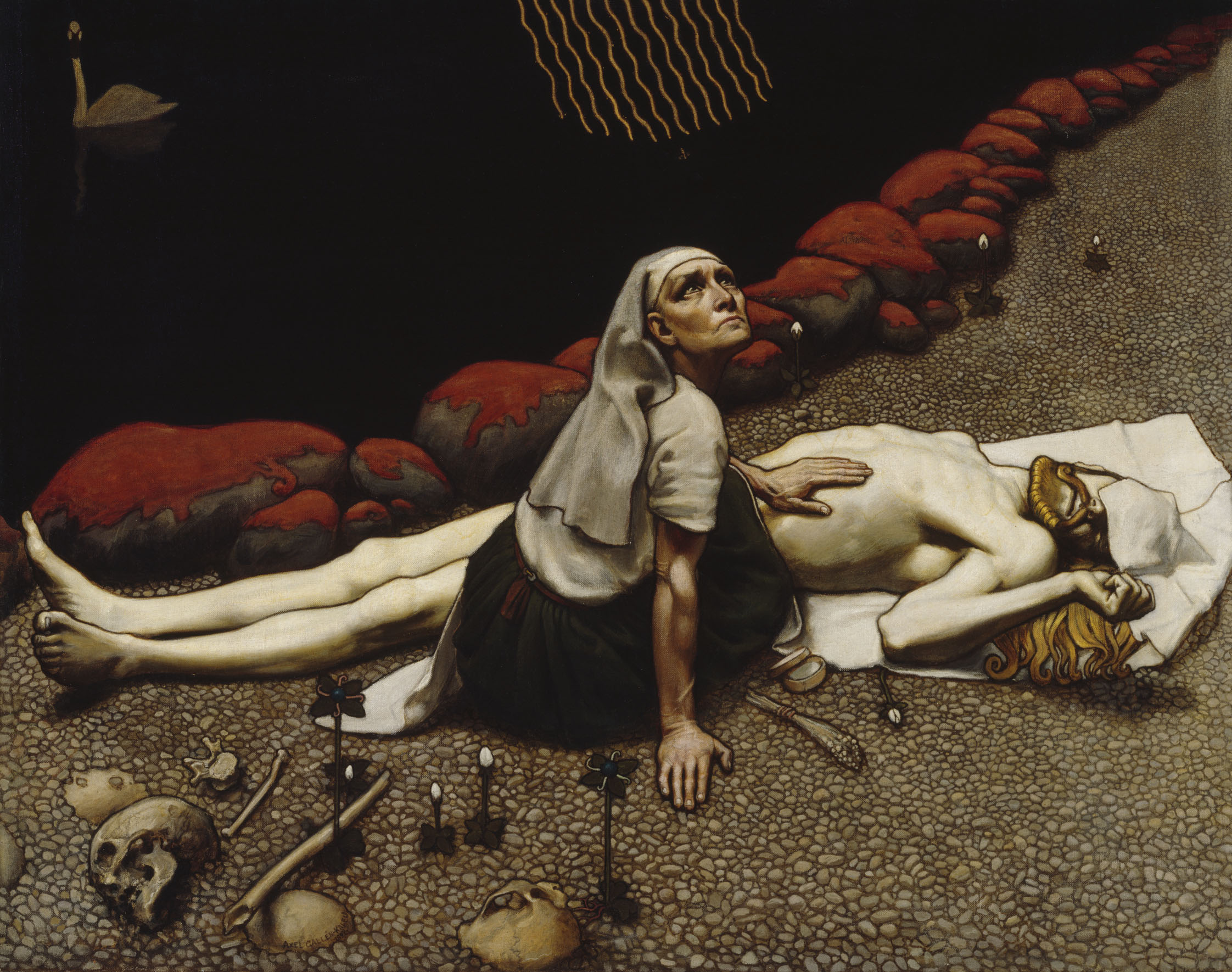
La Mère de Lemminkäinen, d'Akseli Gallen-Kallela, représente la mère du jeune Lemminkäinen au bord du Tuoni, où elle pleure son fils.

Tuonela est le royaume des morts ou l'au-delà dans la mythologie finlandaise. Le suffixe -la en finnois désigne un lieu, un domaine. Tuonela est donc le domaine de Tuoni, divinité de la mort. Manala est le domaine de Mana, autre divinité qui règne sur les Enfers.
Tuonela est surtout connu par sa mention dans l'épopée nationale finlandaise Kalevala, dans le quatorzième chant de laquelle Lemminkäinen, un chaman héros, y voyage pour apprendre les secrets de la mort. En chemin, il rencontre le passeur, une femme, Tuonen tyttö, la fille de Tuoni ou Tuonen piika (la servante de la mort), qui lui fait traverser le lac pour rejoindre Tuoni. Sur l'île, cependant, il ne parvient pas à accomplir sa mission qui est de tuer le cygne sacré (« Tuonelan joutsen ») et est lui même transpercé d'une flèche par un homme aveugle. Il meurt mais retrouvera la vie grâce à sa mère dans le chant suivant. Par la suite, il fait tout pour empêcher d'autres vivants d'aller sur l'île.
Tuonela est également la traduction finnoise habituelle du mot grec ᾍδης, (Hades) de la Bible. Les chrétiens l'interprètent comme le lieu où les morts attendent le Jugement dernier.